# We Are Naglfar - Fuck You!
We Are Naglfar – Fuck You! er den anden demo af det svenske black metal-band Naglfar, der blev udgivet i 1995. 

## Numre
1. "Vittra (Intro)" – 1:06
2. "Through The Midnight Spheres" – 5:27
3. "Failing Wings" – 4:11
4. "Emerging From Her Weepings" – 6:28